# Aleksandr Moiseyev
Pour les articles homonymes, voir Moïsseïev.
Aleksandr Ivanovich Moiseyev (en russe : Александр Иванович Моисеев, Aleksandr Ivanovitch Moïsseïev, né le 28 mai 1927 à Moscou et mort le 9 septembre 2003) est un joueur soviétique de basket-ball.

## Palmarès
- Finaliste des Jeux olympiques 1952
- Champion d'Europe 1947
- Champion d'Europe 1951
- Champion d'Europe 1953
- 3e du championnat d'Europe 1955